# Martin Hoke

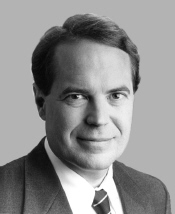
Martin Hoke

Martin R. Hoke (* 18. Mai 1952 in Lakewood, Ohio) ist ein US-amerikanischer Politiker. Zwischen 1993 und 1997 vertrat er den Bundesstaat Ohio im US-Repräsentantenhaus.

## Werdegang
Martin Hoke besuchte die öffentlichen Schulen in Lorain, die Western Reserve Academy und danach bis 1973 das Amherst College. Nach einem anschließenden Jurastudium an der Case Western Reserve University und seiner 1980 erfolgten Zulassung als Rechtsanwalt begann er in Cleveland in diesem Beruf zu arbeiten. Er war Gründer und Präsident der Cellular Telephone Company. Politisch schloss er sich der Republikanischen Partei an.
Bei den Kongresswahlen des Jahres 1992 wurde Hoke im zehnten Wahlbezirk von Ohio in das US-Repräsentantenhaus in Washington, D.C. gewählt, wo er am 3. Januar 1993 die Nachfolge von Clarence E. Miller antrat. Nach einer Wiederwahl konnte er bis zum 3. Januar 1997 zwei Legislaturperioden im Kongress absolvieren. Im Jahr 1996 wurde er nicht wiedergewählt. Seine Niederlage gegen den Demokraten Dennis Kucinich galt auch als Folge mehrerer Ausrutscher, die er sich in seiner Amtszeit geleistet hatte. So hatte er 1994 im Vorfeld eines Fernseh-Interviews die „großen Brüste“ einer Produktionsleiterin mit einem künstlichen italienischen Akzent beschrieben („She’s got ze beega breasts“); dies war über ein Mikrofon aufgezeichnet worden und wurde später mehrmals gesendet.
Nach dem Ende seiner Zeit im US-Repräsentantenhaus praktizierte Martin Hoke wieder als Anwalt. Er ist außerdem Mitglied der Kasinokontrollkommission seines Staates.